# Elena Mandroux
Elena Mandroux, en occità, o Hélène Mandroux-Colas, en francès, (Montpeller, 1 de desembre de 1940) és una política socialista i metgessa. Fou alcaldessa de Montpeller des de 2004 fins al 2014.

## Carrera professional
Filla d'un pilot i d'una advocada, Hélène Mandroux va estudiar a l'institut Clemenceau de Montpeller i després va ingressar a la Facultat de Medicina.
El 1968 es va convertir en anestesista-reanimadora a la clínica Parc de Castelnau-le-Lez i el 1975 va començar a treballar de metge de família a La Paillade, Montpeller. El 1981 va esdevenir presidenta regional de l'Associació Francesa de Dones Metges (AFFM) i des de 1989 en fou la Presidenta d'Honor. Es jubilà al 2006.

## Carrera política
Hélène Mandroux es va unir al Partit Socialista el 1982. Va ser escollida per formar part del consell municipal a les eleccions del 1983. Fou delegada per als drets de les dones, tinent d'alcalde responsable de finances, i el 1992 va ser elegida diputada de Llenguadoc-Rosselló (1992-2004).
Quan Georges Frêche va ser elegit president del consell regional del Llenguadoc-Rosselló el 2004, la va nomenar per succeir-lo com a cap de l'ajuntament, càrrec que assumí el 22 d'abril de 2004. Reelegida a les urnes en successives convocatòries electorals, fou alcaldessa fins al 2014, en què no optà a la reelecció.

## Publicacions
- 2010: Maire courage. Les vérités d'Hélène Mandroux - Entretiens avec Jean Kouchner (Pròleg de Martine Aubry)[6][7]
- 2016: Ce que je n'ai pas eu le temps de vous dire. Ed. Chabot du Lez.[8]

## Distincions
- Cavaller de la Legió d'Honor (2015).[9]
- Premi Pierre Guénin contra l'homofòbia 2011; essent Hélène Mandroux la primera política a obtenir aquesta distinció.[10]